# Consecutio temporum
Con consecutio temporum si intende quel sistema logico-sintattico che nella lingua latina disciplina il rapporto dei tempi verbali tra la proposizione subordinata al modo congiuntivo e la sua reggente.

## Le norme
Uno tra i meccanismi più peculiari della lingua latina è la consecutio temporum (correlazione dei tempi)  ereditata con minor rigidità dall'italiano.
Questa struttura sancisce il rapporto tra i tempi dei verbi nelle frasi subordinate di un periodo rispetto alle sovraordinate per esprimere i seguenti rapporti temporali:
- contemporaneità;
- anteriorità;
- posteriorità.

| | contemporaneità  | anteriorità           | posteriorità                                    |
| --- | ---------------- | --------------------- | ----------------------------------------------- |
| reggente: tempo principale ind.presente ind.futuro sempl. Ind.futuro ant. imper.presente imper.futuro congiunt.pres. | Cong. presente   | Cong. perfetto        | Participio futuro + sim (al cong. presente)     |
| reggente: tempo storico ind.imperfetto ind.perfetto ind.piuccheperfetto                                              | Cong. imperfetto | Cong. piuccheperfetto | Participio futuro + essem (al cong. imperfetto) |

Si può notare come in italiano vi sia corrispondenza nei tempi del congiuntivo eccetto per il rapporto di posteriorità che l'italiano esprime diversamente.

## Proposizioni subordinate congiuntive econsecutio temporum

### Consecutio temporumnelle proposizioni subordinate di 1º grado

#### Dipendenza da un indicativo
Una proposizione subordinata al congiuntivo direttamente dipendente da una principale con il verbo all'indicativo regola l'uso dei tempi nel modo seguente:
- se nella reggente c'è un tempo principale, nella dipendente si avrà:
  - Il congiuntivo presente, per esprimere un rapporto di contemporaneità con il verbo della reggente;
  - Il congiuntivo perfetto, per esprimere un rapporto di anteriorità rispetto al verbo della reggente;
  - La coniugazione perifrastica attiva con sim, sis... per esprimere un rapporto di posteriorità rispetto al verbo della reggente.

Nescio

Nescio

Nescio

quid agas.

quid egeris.

quid acturus sis.

Non so che cosa fai (faccia).

Non so che cosa hai fatto (abbia fatto).

Non so che cosa farai.

- se nella reggente c'è un tempo storico, nella dipendente si avrà:
  - Il congiuntivo imperfetto, per esprimere un rapporto di contemporaneità con il verbo della reggente;
  - Il congiuntivo piucchepperfetto, per esprimere un rapporto di anteriorità rispetto al verbo della reggente;
  - La coniugazione perifrastica attiva con essem, esses... per esprimere un rapporto di posteriorità rispetto al verbo della reggente.

Nesciebam

Nesciebam

Nesciebam

quid ageres.

quid egisses.

quid acturus esses.

Non sapevo che cosa facevi (facessi).

Non sapevo che cosa avevi fatto (avessi fatto).

Non sapevo che cosa avresti fatto.

#### Dipendenza da un modo diverso dall'indicativo
Quando il verbo della proposizione principale si trova all'imperativo, al congiuntivo indipendente o ancora, all'infinito indipendente, l'applicazione delle norme della consecutio temporum nella subordinata dipende dalla categoria di tempi, principali o storici, a cui si riconduce il verbo della principale.
I tempi vengono così utilizzati:
- l'imperativo presente e futuro è considerato tempo principale;

| «Cavete inulti animam amittatis.»    |
| «Guardatevi dal morire invendicati.» |

- il congiuntivo presente, il congiuntivo perfetto esortativo, potenziale e proibitivo e i congiuntivi perfetti derivati da perfetti logici con significato di presente (tutti equivalenti in sostanza a presenti), sono considerati tempi principali;

| «Videant consules, ne quid res publica detrimenti capiat.»                  |
| «I consoli facciano in modo che lo Stato non abbia a soffrire alcun danno.» |

| «Ista, quam necessaria fuerint, non facile dixerim.»                    |
| «Non potrei dire facilmente quanto siano state necessarie queste cose.» |

| «Tu ne quaesieris quem mihi, quem tibi finem di dederint.»                      |
| «Non cercare di capire quale sorte a me, quale a te gli dèi abbiano assegnato.» |

- il congiuntivo imperfetto potenziale, dubitativo ecc., il congiuntivo perfetto ottativo e concessivo e il congiuntivo piucchepperfetto sono considerati tempi storici;

| «Cuperem ipse parens spectator adesset.»                     |
| «Vorrei che fosse presente il padre stesso come spettatore.» |

| «Utinam Tiberius scripserit quid sentiret!»      |
| «Oh, se Tiberio avesse scritto come la pensava!» |

| «Fecerit aliquid Philippus cur adversus eum decerneremus...»                          |
| «Abbia pur commesso Filippo qualcosa perché noi prendessimo decisioni contro di lui.» |

- l'infinito presente storico, quando equivale ad un imperfetto indicativo, e l'infinito perfetto esclamativo sono considerati tempi storici;

| «Tum alii alios hortari, ut repeterent pugnam.»                |
| «Allora si esortavano l'un l'altro a riprendere la battaglia.» |

| «Usu venisse hoc civi Romano, et ei qui ab populo Romano honores accepisset!»                                     |
| «Essere accaduto questo ad un cittadino romano, e che per giunta era stato insignito di onori dal popolo romano!» |

### Consecutio temporumnelle proposizioni subordinate di grado superiore al primo: dipendenza da un infinito
Una proposizione dipendente da un infinito regola semplicemente il suo tempo sul verbo della proposizione principale, se l'infinito è presente o futuro; segue senz'altro la dipendenza dei tempi storici, se l'infinito è perfetto (eccetto una particolarità, presentata in seguito).
| «Cupio scire quid agas et ubi hiematurus sis.»        |
| «Desidero sapere cosa fai e dove passerai l'inverno.» |

| «Arbitror Epicurum omnia tradidisse quae pertinerent ad bene beateque vivendum.»         |
| «Penso che Epicuro abbia insegnato tutto ciò che ha come fine una vita felice e serena.» |

| «Aristides quaesisse ab eo dicitur quare id faceret.» |
| «Si dice che Aristide gli chiese perché facesse ciò.» |

### Consecutio temporumnelle proposizioni subordinate di grado superiore al primo: dipendenza da un congiuntivo
Una proposizione subordinata di 2º grado, dipendente da una subordinata di 1º grado al congiuntivo, regola il verbo sul tempo della subordinata di 1º grado, nel modo seguente:
- il congiuntivo presente e la coniugazione perifrastica attiva (con sim) agli effetti della consecutio temporum sono considerati tempi principali;

| «Canes aluntur in Capitolio, ut significent si fures venerint.»                                 |
| «Sul Campidoglio si allevano i cani, perché diano il segnale, se si sono avvicinati dei ladri.» |

Ricapitolando:

1. Canes aluntur in Capidolio, → proposizione principale, tempo principale

2. ut significent → dipendente di 1º grado, contemporaneità con la principale: congiuntivo presente (t. principale)

3. si fures venerint. → dipendente di 2º grado, anteriorità rispetto alla dipendente di 1º grado reggente: congiuntivo perfetto
- il congiuntivo imperfetto, perfetto (con alcune eccezioni), piucchepperfetto e la coniugazione perifrastica attiva con essem agli effetti della consecutio temporum sono considerati tempi storici;

| «Exegisti a me ut scriberem quemadmodum posset ira leniri.»     |
| «Hai preteso da me che scrivessi come si possa mitigare l'ira.» |

Ricapitolando:

1. Exegisti a me → proposizione principale, tempo storico

2. ut scriberem → dipendente di 1º grado, contemporaneità con la principale: congiuntivo imperfetto (t. storico)

3. quemadmodum posset ira leniri. → dipendente di 2º grado, contemporaneità con la dipendente di 1º grado reggente: congiuntivo imperfetto
| «Ego vero Lycurgo maximam gratiam habeo, qui me ea poena multaverit quam sine mutuatione possem dissolvere. (Cic.)»      |
| «Sono molto riconoscente a Licurgo, che mi ha condannato ad una pena tale, che posso pagare senza ricorrere a prestiti.» |

Ricapitolando:

1. Ego vero Lycurgo maximam gratiam habeo, → proposizione principale, tempo principale

2. qui me ea poena multaverit → dipendente di 1º grado, anteriorità rispetto alla principale: congiuntivo perfetto (t. storico)

3. quam sine mutuatione possem dissolvere. → dipendente di 2º grado, contemporaneità con la dipendente di 1º grado reggente: congiuntivo imperfetto
| «Quaesivi quae causa fuisset cur bona non venissent.»                         |
| «Chiesi quale fosse stato il motivo perché non fossero stati venduti i beni.» |

Ricapitolando:

1. Quaesivi → proposizione principale, tempo storico

2. quae causa fuisset → dipendente di 1º grado, anteriorità rispetto alla principale: congiuntivo piucchepperfetto (t. storico)

3. cur bona non venissent. → dipendente di 2º grado, anteriorità rispetto alla dipendente di 1º grado reggente: congiuntivo piucchepperfetto

### Consecutio temporumnelle proposizioni subordinate di grado superiore al primo: dipendenza da un sostantivo, aggettivo, nome verbale
Una proposizione dipendente da una forma nominale del verbo (oltre all'infinito già visto), cioè participio, gerundio, supino, o da un aggettivo o sostantivo con implicita l'idea verbale regola il suo tempo sul verbo della principale.
| «Miltiades, timens ne classis regia adventaret, Athenas rediit.»          |
| «Milziade, temendo che sopraggiungesse la flotta del re, tornò ad Atene.» |

| «Cupidus eram audiendi quid gestum esset.»            |
| «Ero desideroso di udire che cosa fosse stato fatto.» |

| «Amicitiae quid haberent voluptatis, carendo magis intellexi quam fruendo.»                 |
| «Quale piacere procurino le amicizie, l'ho capito più con l'esserne privo che col goderne.» |

| «Constitit rex, incertus quantum esset hostium.»    |
| «Il re si fermò, incerto quanti nemici vi fossero.» |

## Consecutio temporume infinitive
Hanno una loro consecutio temporum anche le proposizioni infinitive, che possono avere funzione soggettiva, oggettiva o epesegetica (corrispondente ad un'apposizione).
I tempi dell'infinito saranno dunque:
| contemporaneità   | anteriorità      | posteriorità    |
| ----------------- | ---------------- | --------------- |
| Infinito presente | Infinito passato | Infinito futuro |

Esempi:
| Puto te bonum esse      | Penso che tu sia buono             |
| Putabam te bonum esse   | Pensavo che tu fossi buono         |
| Puto te bonum fuisse    | Penso che tu sia stato buono       |
| Putabam te bonum fuisse | Pensavo che tu fossi stato buono   |
| Puto te bonum fore      | Penso che tu sarai buono           |
| Putabam te bonum fore   | Pensavo che tu saresti stato buono |

## Particolarità nell'uso dellaconsecutio temporum

### Osservazioni
- Il presente storico, il presente letterario e il presente dipendente da dum come forme verbali sono dei presenti, ma quanto al significato possono esprimere un tempo storico; pertanto possono avere la reggenza sia con i tempi principali, sia con quelli storici.
- Il perfetto logico è generalmente sentito come tempo storico. Fanno però eccezione i perfetti logici con valore di presente, come memini, odi, novi, didici, oblitus sum ecc., che appunto, sono considerati tempi principali. Esempi:

| «Quam me amares, facile perspexi.»      |
| «Ho visto facilmente quanto mi amassi.» |

| «Bene memini, qui panem dederit.»        |
| «Ricordo bene, chi mi ha dato del pane.» |

- L'imperfetto congiuntivo potenziale e dubitativo resta immutato anche in dipendenza da un tempo principale.

| «Quaero a te cur C. Cornelium non defenderem.»               |
| «Ti chiedo perché non avrei dovuto difendere Gaio Cornelio.» |

- Le proposizioni parentetiche, di tipo restrittivo, come quod sciam, «per quanto io sappia»; quod senserim, «per quel che mi sia accorto»; quod audierim, «per quanto io abbia udito»; quod meminerim, «per quello che ricordo»; e di tipo finale, come ut omittam, «per non parlare di»; ut ita dicam, «per così dire» ecc., sono svincolate dal rapporto temporale con la reggente, nonché non osservano le norme della consecutio temporum.

| «Non venerat, quod sciam.»                     |
| «Non era venuto, per quanto io so (o sappia).» |

### Legge di Reusch
Un caso particolare di "deviazione" dalla consecutio temporum è rappresentato dalla legge di Reusch, dal nome dello studioso che l'ha identificata. In base ad essa il congiuntivo perfetto e l'infinito perfetto in una subordinata di 1º grado dipendente da una proposizione principale con un tempo principale hanno le dipendenze dei tempi principali, anziché dei tempi storici nella subordinata di 2º grado. Esempi:
| «Non dubito quin Fabius prudenter fecerit, quod exercitum in castris continuerit.»   |
| «Non dubito che Fabio agì con prudenza, giacché tenne l'esercito nell'accampamento.» |

Ricapitolando:

1. Non dubito quin → proposizione principale, tempo principale

2. Fabius prudenter fecerit, → dipendente di 1º grado, anteriorità rispetto alla principale: congiuntivo perfetto, per la legge di Reusch ha la dipendenza dei tempi principali

3. quod exercitum in castris continuerit. → dipendente di 2º grado, anteriorità rispetto alla dipendente di 1º grado reggente (t. principale): congiuntivo perfetto

Nota: nel punto 3, per la regola della consecutio temporum, si dovrebbe avere il congiuntivo piuccheperfetto, anziché il perfetto.
| «Vides omnia contra ac dicta sint evenisse.»                      |
| «Vedi che tutto è avvenuto al contrario di quanto è stato detto.» |

Ricapitolando:

1. Vides → proposizione principale, tempo principale

2. omnia evenisse → dipendente di 1º grado, anteriorità rispetto alla principale: infinito perfetto, per la legge di Reusch ha la dipendenza dei tempi principali

3. contra ac dicta sint. → dipendente di 2º grado, anteriorità rispetto alla dipendente di 1º grado reggente (t. principale): congiuntivo perfetto

Nota: nel punto 3, per la regola della consecutio temporum, si dovrebbe avere il congiuntivo piuccheperfetto, anziché il perfetto.